# Ben Knapen
Hubertus Petrus Maria "Ben" Knapen (6 de enero de 1951 en Kaatsheuvel) es un político holandés de la Llamada Demócrata Cristiana (Christen-Democratisch Appèl, CDA). Desde el 9 de junio de 2015, ha sido miembro del Senado.
Knapen fue Secretario de Estado de Asuntos Exteriores en el primer gabinete de Rutte, del 14 de octubre de 2010 al 5 de noviembre de 2012. Su cartera incluía asuntos de la Unión Europea, así como ayuda internacional. Además, forma parte del consejo asesor de la OMFIF, donde participa regularmente en reuniones relacionadas con el sistema financiero y monetario.